# 바이얼레이션
바이얼레이션(violation)은 농구 용어의 하나로서 파울 이외의 규칙 위반이며, 상대편에 스로인이 주어진다. 바이얼레이션에는 워킹, 더블 드리블, 하프 라인 바이얼레이션과 라인 크로스, 아웃볼, 키킹, 오버 타임(3초, 5초, 8초, 24초) 등이 있다.
1. 3초 룰：상대팀 제한 구역에서 3초 이상 머무를 경우.
2. 5초 룰：5초 이내에 패스, 드리블, 슛 등을 하지 않을 경우.
3. 8초 룰：8초 이내에 상대편 코트로 공을 넘기지 않을 경우.
4. 24초 룰：24초 이내에 슛을 하지 않을 경우.
5. 하프 라인 바이얼레이션：하프 라인을 통과한 후 같은 팀 경기자에 의해 자기 코트로 공이 돌아갈 경우.